# Петрі Контіола
Петрі Контіола (фін. Petri Kontiola; 4 жовтня 1984, м. Сейняйокі, Фінляндія) — фінський хокеїст, центральний нападник. Виступає за «Локомотив» (Ярославль) у Континентальній хокейній лізі.
Вихованець хокейної школи «Таппара» (Тампере). Виступав за «Таппара» (Тампере), «Чикаго Блекгокс», «Рокфорд Айс-Догс» (АХЛ), «Айова Чопс» (АХЛ), «Металург» (Магнітогорськ), «Трактор» (Челябінськ), «Торонто Марліз» (АХЛ).
В чемпіонатах НХЛ — 12 матчів (0+5).
У складі національної збірної Фінляндії учасник зимових Олімпійських ігор 2014 (6 матчів, 1+4), учасник чемпіонатів світу 2007, 2010 , 2012, 2013, 2014 і 2015 (54 матчі, 17+22). У складі молодіжної збірної Фінляндії учасник чемпіонату світу 2004.
Досягнення
- Бронзовий призер зимових Олімпійських ігор (2014)
- Срібний призер чемпіонату світу (2007, 2014)
- Фіналіст Кубка Гагаріна (2013)
- Учасник матчу усіх зірок КХЛ (2011)
- Бронзовий призер молодіжного чемпіонату світу (2004).

Нагороди
- Найкращий нападник чемпіонату світу (2013)
- Найкращий бомбардир чемпіонату світу (2013) — 16 очок
- Найкращий снайпер чемпіонату світу (2013) — 8 голів